# Senecella siberica
Senecella siberica är en kräftdjursart som beskrevs av Vyshkvartzeva 1994. Senecella siberica ingår i släktet Senecella och familjen Aetideidae. Inga underarter finns listade i Catalogue of Life.